# Grądy (Chronów)
Grądy – część wsi Chronów w Polsce, położona w województwie małopolskim, w powiecie bocheńskim, w gminie Nowy Wiśnicz.
W latach 1975–1998 Grądy administracyjnie należały do województwa tarnowskiego.